# Ministério do Equipamento Social
O Ministério do Equipamento Social foi a designação de um departamento dos IX, XIII e XIV Governos Constitucionais de Portugal.

## Ministros
Os titulares do cargo de ministro do Equipamento Social foram:
| Período                                         | Ministro | Governo                           |
| ----------------------------------------------- | --- | --------------------------------- |
| 9 de junho de 1983                              | Ministério da Habitação, Obras Públicas e Transportes passou a Ministério do Equipamento Social                    | IX Governo Constitucional         |
| 9 de junho de 1983 – 15 de fevereiro de 1985    | João Rosado Correia                                                                                                | IX Governo Constitucional         |
| 15 de fevereiro de 1985 – 6 de novembro de 1985 | Carlos Melancia | IX Governo Constitucional         |
| 6 de novembro de 1985 – 28 de outubro de 1995   | Ministério do Equipamento Social passou a Ministro das Obras Públicas, Transportes e Comunicações                  | X, XI, XII Governo Constitucional |
| 28 de outubro de 1995 – 27 de dezembro de 1995  | Henrique Constantino                                                                                               | XIII Governo Constitucional       |
| 27 de dezembro de 1995 – 15 de janeiro de 1996  | Francisco Murteira Nabo                                                                                            | XIII Governo Constitucional       |
| 15 de janeiro de 1996 – 25 de outubro de 1999   | Ministério do Equipamento Social passou a Ministro do Equipamento, do Planeamento e da Administração do Território | XIII Governo Constitucional       |
| 25 de outubro de 1999 – 10 de março de 2001     | Jorge Coelho | XIV Governo Constitucional        |
| 10 de março de 2001 – 23 de janeiro de 2002     | Eduardo Ferro Rodrigues                                                                                            | XIV Governo Constitucional        |
| 23 de janeiro de 2002 – 6 de abril de 2002      | José Sócrates (por delegação de funções)                                                                           | XIV Governo Constitucional        |
| 6 de abril de 2002                              | Ministério do Equipamento Social suprimido                                                                         | XV Governo Constitucional         |